# Димовский, Ванчо
Ванчо Димовский (макед. Ванчо Димовски; род. 4 апреля 1979, Скопье) — македонский гандболист, линейный клуба «Металург» (Скопье) и сборной Македонии.

## Карьера
Гандболом занимается с 14 лет. Первый клуб — «Вардар», первый тренер — Лефтер Бошковский. Ранее выступал за команды «Пелистер» и «Голд Клуб». С 2006 года является игроком и капитаном скопьевского «Металурга». Со сборной Македонии выступал на чемпионатах Европы 2012 и 2014 годов, на чемпионате мира 2013 года.